# Wiener Singakademie

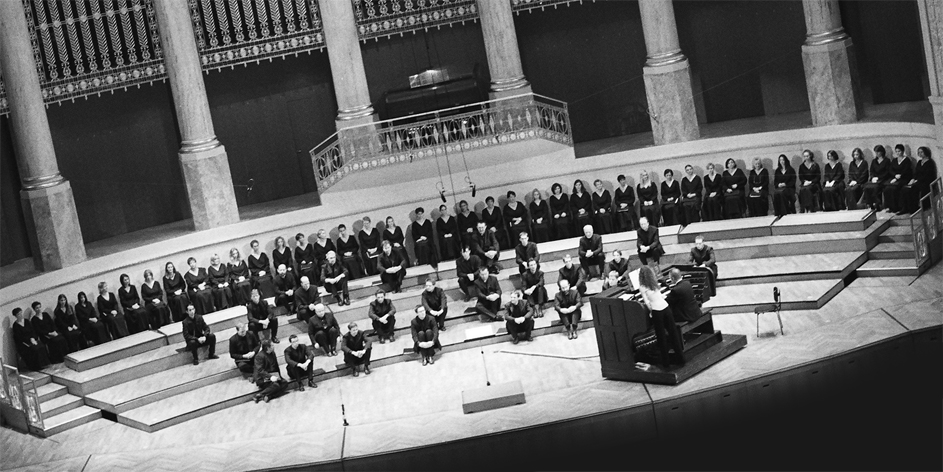
Il coro Wiener Singakademie nella Sala Grande della Wiener Konzerthaus

La Wiener Singakademie fu il primo coro a voci miste e venne fondato a Vienna nel 1858 allo scopo di creare un "Singübungsanstalt" (una istituzione per lo studio del canto).

## Storia
Fin dall'inizio, il suo repertorio venne ripartito fra due maggiori interessi: la promozione delle opere dei maestri tradizionali, e l'inserimento di opere contemporanee. La Wiener Singakademie si affermò presto come un elemento fisso della scena concertistica di Vienna. Nel 1862, il giovane Johannes Brahms fu invitato a venire a Vienna in qualità di direttore del coro, la città che sarebbe poi divenuta come il centro della sua vita.
Con il passare degli anni, la cerchia dei suoi direttori crebbe costantemente, ed annoverò fra essi, Gustav Mahler, Richard Strauss e Bruno Walter (quest'ultimo fu direttore del coro per un notevole numero di anni). Inoltre, molti compositori salirono sul podio per dare la prima esecuzione delle loro opere al pubblico viennese. In questo modo, Edvard Grieg, Anton Rubinstein e Pietro Mascagni hanno contribuito alla storia della musica di Vienna nei primi decenni di esistenza della Singakademie di Wiener.
Dopo un periodo di cinquantacinque anni di vita come coro indipendente, la Wiener Singakademie ebbe finalmente una sua sede stabile nel 1913 con l'apertura della Wiener Konzerthaus. Come parte del Konzerthausgesellschaft Wiener, il coro si affermò come un importante partner della Konzerthaus, ma la sua attività si andò riducendo durante le due guerre mondiali. Così come la città di Vienna, il coro, tornò a rivivere nel 1945 e la sua attività si sviluppò sensibilmente nel corso degli anni cinquanta e sessanta del XX secolo, sotto la guida di Hans Gillesberger, come un capolavoro artistico che non lasciò più nulla a desiderare per quanto riguardava tour di concerti, la varietà e la qualità delle prestazioni, ed il lavorare con grandi direttori d'orchestra. Wilhelm Furtwängler e Paul Hindemith, nonché Karl Böhm e Hans Svarowsky, insieme con i giovani Lorin Maazel furono gli artefici di questo sviluppo.
Quando nel 1983, Agnes Grossmann assunse l'incarico di direttore artistico, fu la prima volta di una donna alla guida della Wiener Singakademie. Attraverso il lavoro della Grossmann tornò a rivivere l'orientamento accademico dell'istituzione. Il suo punto di vista, imperniato sull'attenzione all'insegnamento e sviluppo delle vocalità dei componenti del coro, è ancora oggi uno dei punti qualificanti del complesso artistico.
Durante l'incarico di Alexander Pereira come segretario generale della Wiener Konzerthausgesellschaft, dalla metà degli anni 1980 ai primi anni 1990, e dopo sotto la direzione del suo successore Herbert Böck, il coro venne ulteriormente sviluppato. Oggi, il coro può guardare indietro con orgoglio al suo lavoro insieme a grandi artisti come Georges Prêtre, Yehudi Menuhin, Claudio Abbado, Roger Norrington, John Eliot Gardiner, Simon Rattle e Kent Nagano.
Dall'inizio della stagione 1998/1999, quando Heinz Ferlesch ebbe affidata la guida del coro, avviò un programma per sostenere e promuovere i giovani artisti non solo mediante la formazione di routine dei cantanti, ma anche con la promozione di aspiranti giovani solisti ed ensemble nei concerti. Attraverso l'innovazione e una maggiore differenziazione nella scelta dei programmi, il repertorio del coro è stato esteso fino a comprendere un ampio spettro di storia della musica, dalla Passione secondo Giovanni di Bach con la direzione di Ton Koopman al "War Requiem" di Britten sotto Simone Young, e dalla "Messa di requiem" di Giuseppe Verdi con Franz Welser-Möst alla "Konx-Om-Pax" di Scelsi sotto Ingo Metzmacher. Sempre più spesso, Heinz Ferlesch salì sul podio a dirigere il "suo" coro interpretando gran parte della letteratura a cappella barocca e le opere per coro e orchestra. Un punto culminante recente in tale contesto è stata l'esecuzione, nell'autunno del 2006, del "Giuda Maccabeo" di Georg Friedrich Händel, la registrazione del quale, in collaborazione con l'ORF (l'austriaca Broadcasting Company), ha dato vita ad un CD di fama internazionale. Attualmente, la Singakademie Wiener comprende circa 100 cantanti fra voci maschili e voci femminili.
Andando oltre il repertorio per coro e grande orchestra, la Wiener Singakademie ha aperto un nuovo capitolo con la sua fondazione nel 2006 del Wiener Kammerchor Singakademie (coro da camera). L'ensemble, composto da membri dei Wiener Singakademie, si dedica principalmente alla musica a cappella. Oltre a questo, il campo di applicazione si estende alle opere vocali che necessitano di un insieme più piccolo. La Wiener Kammerchor Singakademie ha ottenuto i suoi primi successi nel luglio 2007, quando le fu assegnato un secondo e un quarto posto al concorso corale internazionale a Spittal / Drau. Per la stagione del giubileo del 2008, Christian Mühlbacher è stato incaricato di comporre un pezzo per l'Ensemble.
Nel 2008, la Wiener Singakademie celebrò il suo 150º anniversario. In questa occasione, la Wiener Konzerthaus mise in vendita un abbonamento speciale per il giubileo, che si estese oltre la stagione in corso. Venne eseguita la "Passione secondo Matteo" di Bach, l'8 marzo 2008 nella Großer Saal della Konzerthaus. Lo stesso giorno, una ricostruzione multimediale narrò il passato e il presente del coro.